# Sazeray
Sazeray település Franciaországban, Indre megyében. Lakosainak száma 296 fő (2022. január 1.). Sazeray La Cellette, Nouziers, Tercillat, Pouligny-Notre-Dame, Sainte-Sévère-sur-Indre és Vigoulant községekkel határos.

## Népesség
A település népessége az elmúlt években az alábbi módon változott:
| Lakosok száma | 607  | 447  | 370  | 325  | 314  | 307  | 302  | 300  | 300  | 296  |
|               | 1968 | 1982 | 1990 | 2006 | 2013 | 2015 | 2017 | 2019 | 2020 | 2022 |